# Johannes Joseph Destrée

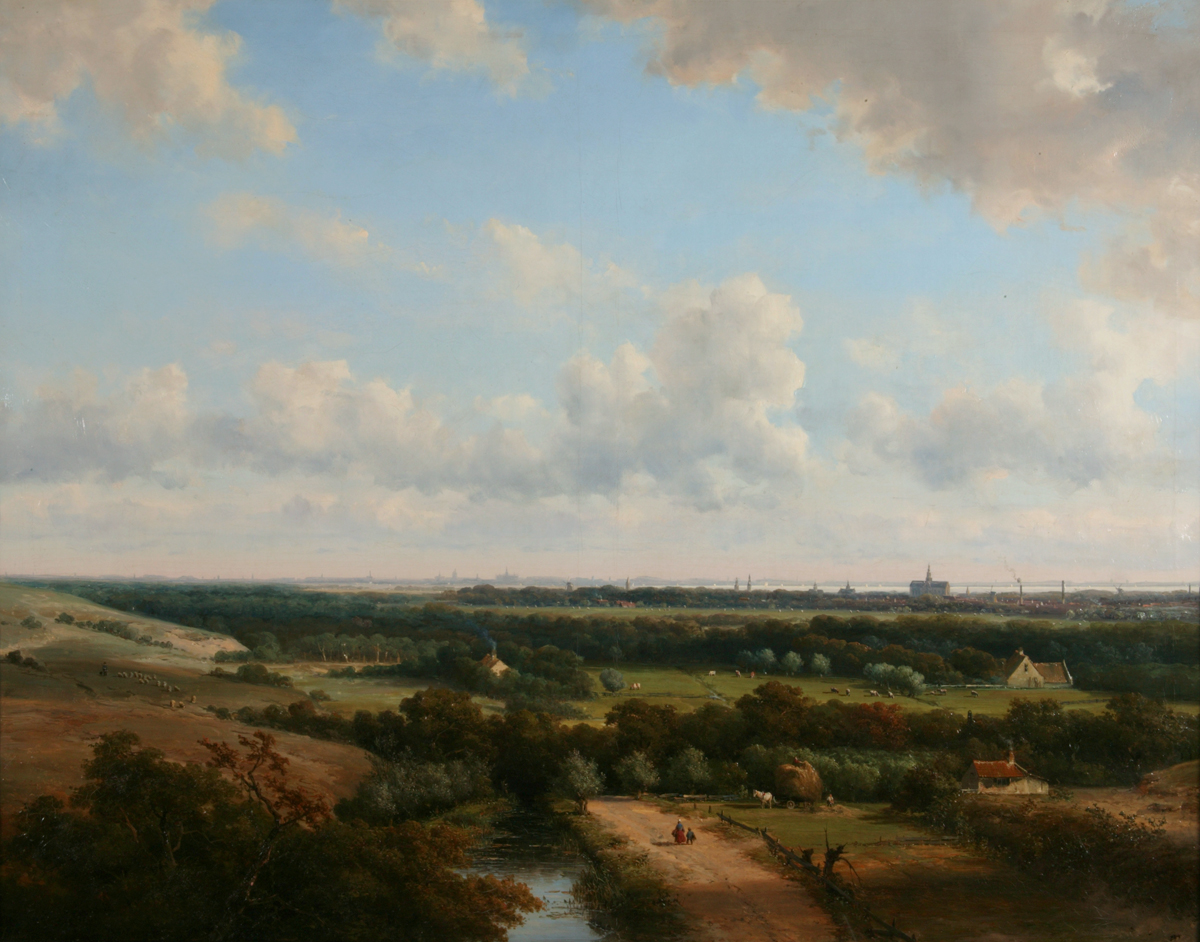
Haarlem vanaf de duinen

Johannes Joseph Destrée (Laken, 27 maart 1827 - Den Haag, 17 maart 1888) was een Belgisch kunstschilder die het grootste deel van zijn leven in Nederland woonde en werkte.

## Leven en werk
Destrée studeerde aan de Tekenacademie in Den Haag onder Bartholomeus van Hove en Andreas Schelfhout. Hij schilderde voornamelijk landschappen en strandgezichten in een aan de romantiek verwante stijl, waarbij met name de invloed van Schelfhout duidelijk herkenbaar is. Veel van zijn werken zijn gesitueerd in of nabij Den Haag en Scheveningen, maar hij schilderde ook in de polders en op de Veluwe, met name in Oosterbeek, bij Arnhem en Maastricht. Ook reisde hij naar Duitsland en werkte daar onder andere in de omgeving van Potsdam.
Destrée woonde het grootste gedeelte van zijn carrière in Den Haag en was lid van de Pulchri Studio. Hij stelde internationaal werk tentoon en was met name populair in  Duitsland. In 1882 exposeerde hij op de Parijse salon. Hij overleed in 1888, op bijna 61-jarige leeftijd. Diverse van zijn werken zijn te zien in het Teylers Museum, het Stedelijk Museum Amsterdam en het Kunstmuseum Den Haag.

## Galerie

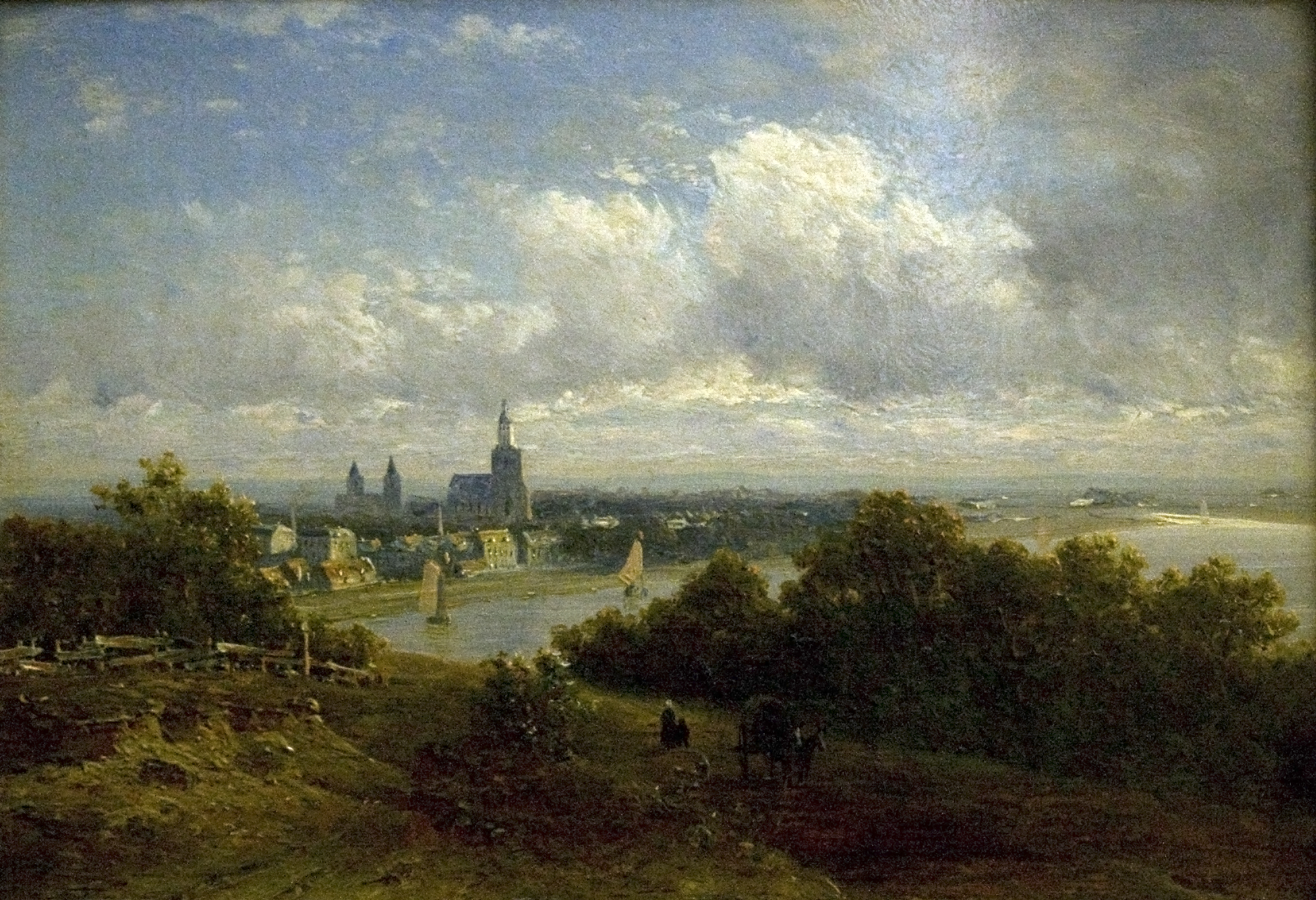
Gezicht op Arnhem, 1854
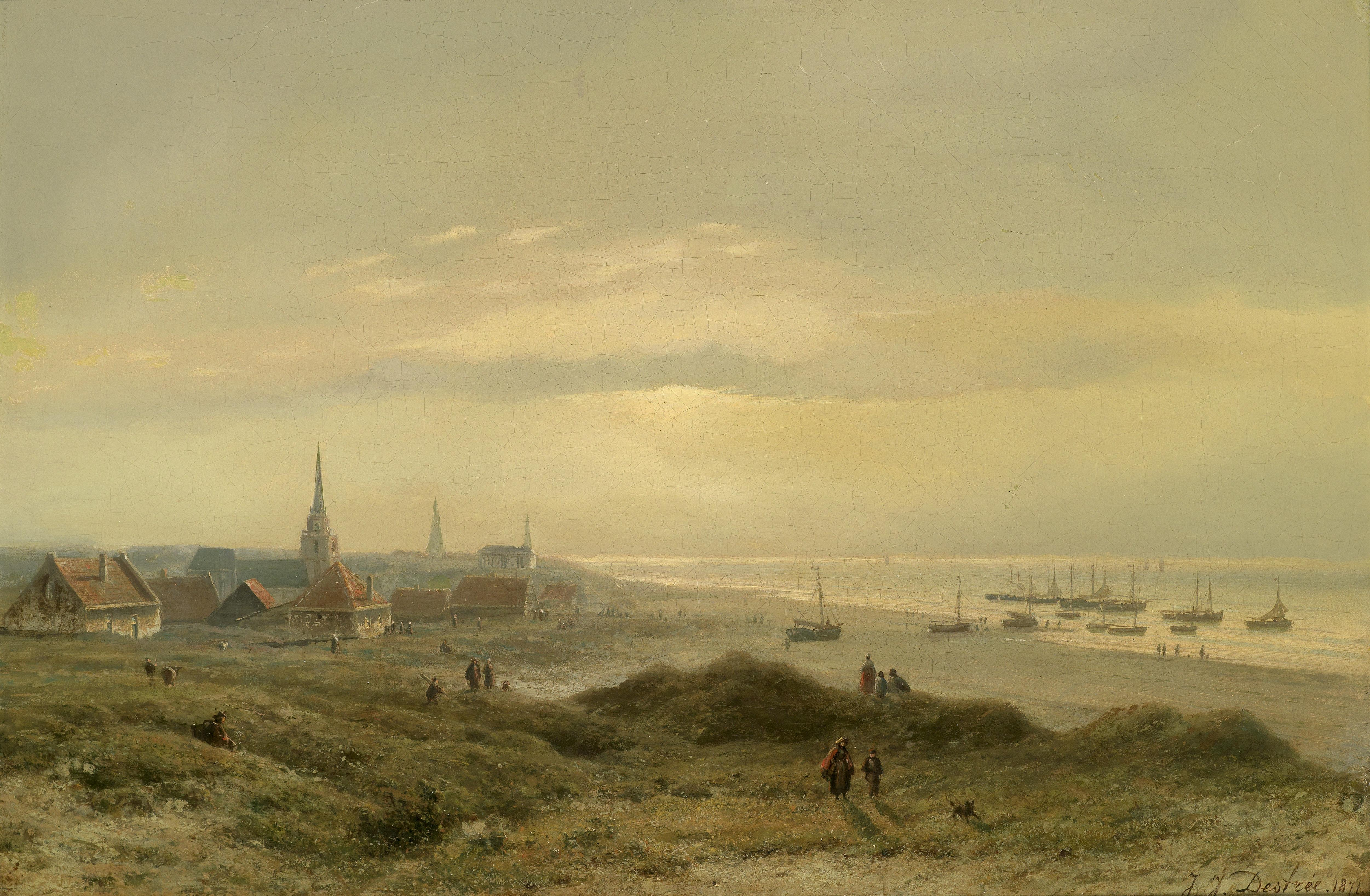
Strand bij Scheveningen, 1871
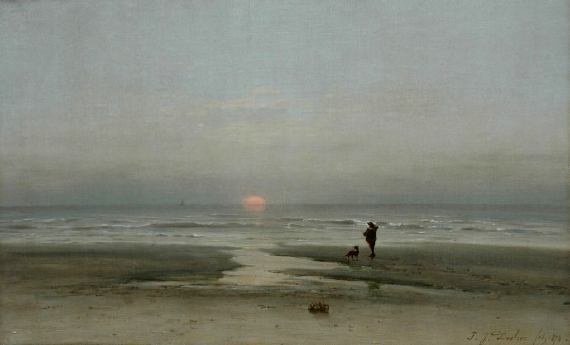
Zonsondergang aan het strand, 1878
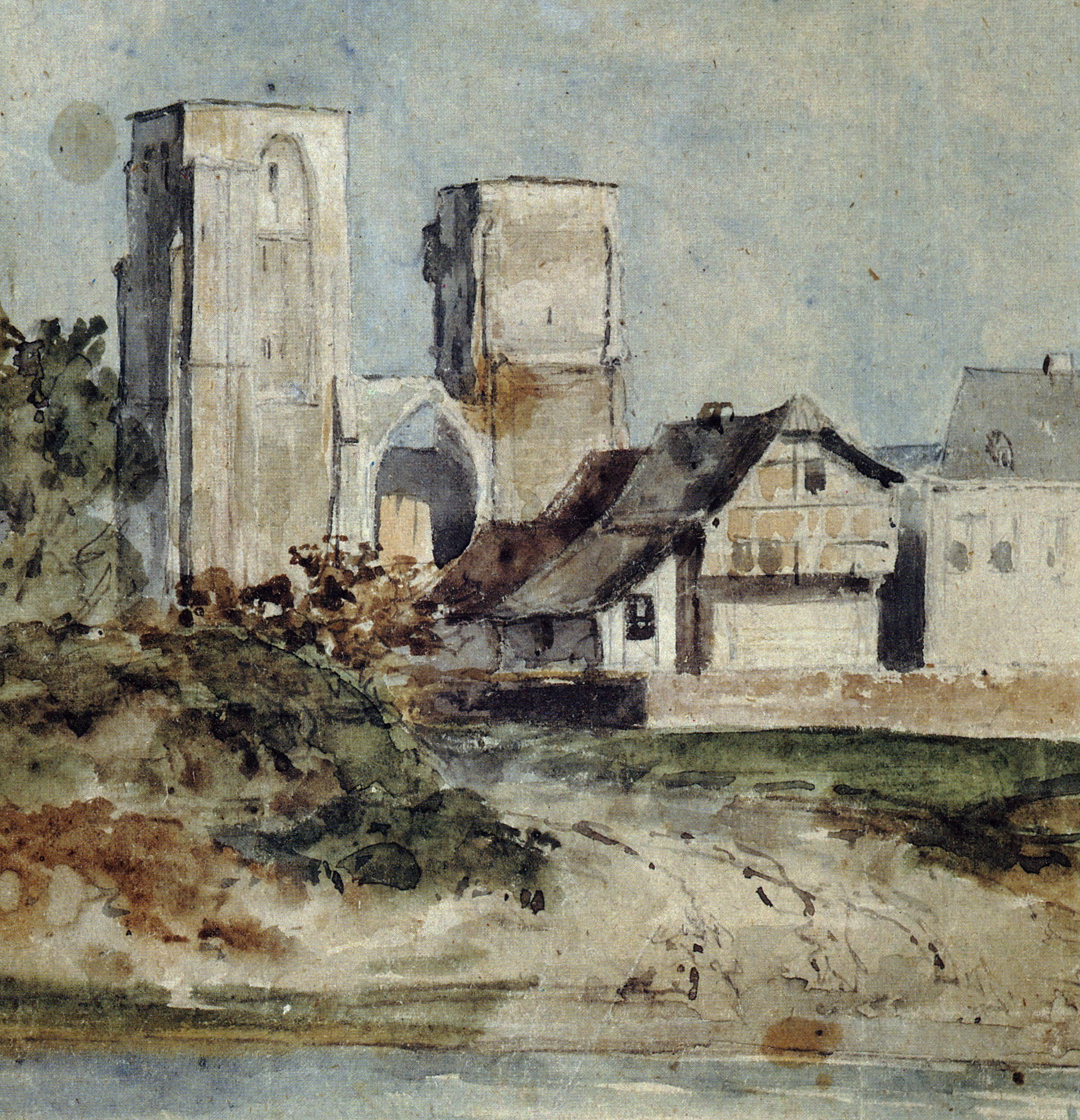
Ruïne Antonietenklooster te Maastricht. J.J. Destrée